# Święta państwowe w Polsce
Pojęcie święta państwowego nie zostało w Polsce prawnie uregulowane w żadnym akcie normatywnym, podobnie jak nie określono sposobu ich obchodzenia, co Najwyższa Izba Kontroli w 2005 roku uznała za „legislacyjny błąd”. Jedynie ustawa o godle, barwach i hymnie Rzeczypospolitej Polskiej oraz o pieczęciach państwowych nakłada w art. 7 obowiązek podnoszenia w czasie świąt państwowych flagi państwowej na budynkach organów administracji rządowej i innych organów państwowych oraz państwowych jednostek organizacyjnych, a także organów jednostek samorządu terytorialnego i samorządowych jednostek organizacyjnych.
Niniejszy artykuł prezentuje historię i wykaz świąt formalnie ustanowionych przez władze polskie w drodze aktów normatywnych jako święto państwowe lub narodowe (w przeszłości pojęć tych używano zamiennie) oraz zawiera wyliczenie innych dni świątecznych, ustanowionych ustawami lub uchwałami sejmowymi niebędących jednak świętami państwowymi czy narodowymi (pomimo występującego wyrazu „narodowy” w nazwie niektórych świąt).

## Historia
W 1919 ustanowiono dzień otwarcia Sejmu Ustawodawczego, 10 lutego, świętem narodowym. Miało to jednak charakter okazjonalny, jednorazowy. W tym samym roku ustanowiono Święto Narodowe Trzeciego Maja, które miało charakter dnia wolnego od pracy. W 1937 ustanowiono Święto Niepodległości, obchodzone 11 listopada.
Po II wojnie światowej nowe władze stopniowo zmieniały katalog świąt państwowych. W 1945 ustanowiono Narodowe Święto Zwycięstwa i Wolności, obchodzone 9 maja na cześć zakończenia II wojny światowej, oraz Narodowe Święto Odrodzenia Polski, obchodzone w dniu 22 lipca na pamiątkę ogłoszenia Manifestu PKWN, jednocześnie uchylając ustawę z 1937 o Święcie Niepodległości. Święto 3 Maja nie zostało formalnie zniesione, lecz urzędowe uroczystości były ograniczone lub znikome. W 1950 roku ustanowiono ponadto święto państwowe w dniu 1 maja (nieformalnie nazywane Świętem Pracy).
W związku z przemianami ustrojowymi, w 1989 przywrócono święto „11 Listopada” oraz zniesiono Narodowe Święto Odrodzenia Polski. W 1990 przywrócono Święto Narodowe Trzeciego Maja.
Największe zmiany na liście świąt państwowych nastąpiły w XXI wieku. W 2005 uchwalono ustawę ustanawiającą Dzień Solidarności i Wolności, a w 2009 – Narodowy Dzień Pamięci Powstania Warszawskiego. W 2011 ustanowiono Narodowy Dzień Pamięci „Żołnierzy Wyklętych”. W 2015 zniesiono Narodowe Święto Zwycięstwa i Wolności, przypadające na 9 maja i w jego miejsce wprowadzono
Narodowy Dzień Zwycięstwa świętowany 8 maja. W 2017 wprowadzono Dzień Walki i Męczeństwa Wsi Polskiej.
W 2018 przybyły dwa święta: Narodowy Dzień Pamięci Polaków ratujących Żydów pod okupacją niemiecką oraz Narodowy Dzień Pamięci Duchownych Niezłomnych. Od 2019 obchodzi się Święto Chrztu Polski, od 2020 Dzień Nauki Polskiej, zaś od 2021 Narodowy Dzień Zwycięskiego Powstania Wielkopolskiego. Listę chronologiczną świąt państwowych zamyka ustanowiony w 2022 Narodowy Dzień Powstań Śląskich.

## Aktualny wykaz świąt państwowych i narodowych

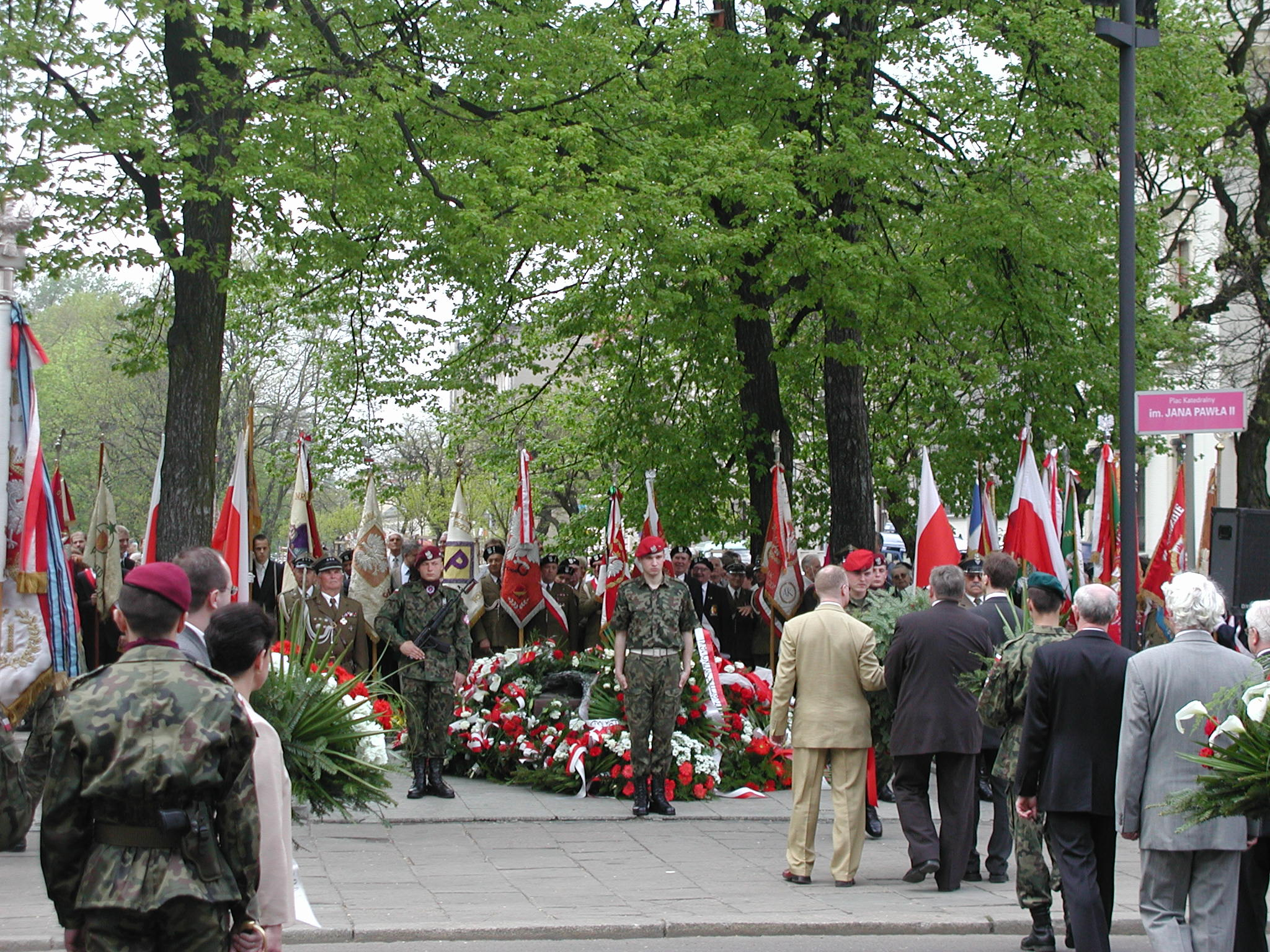
Święto Narodowe Trzeciego Maja w Łodzi (3 maja 2004).

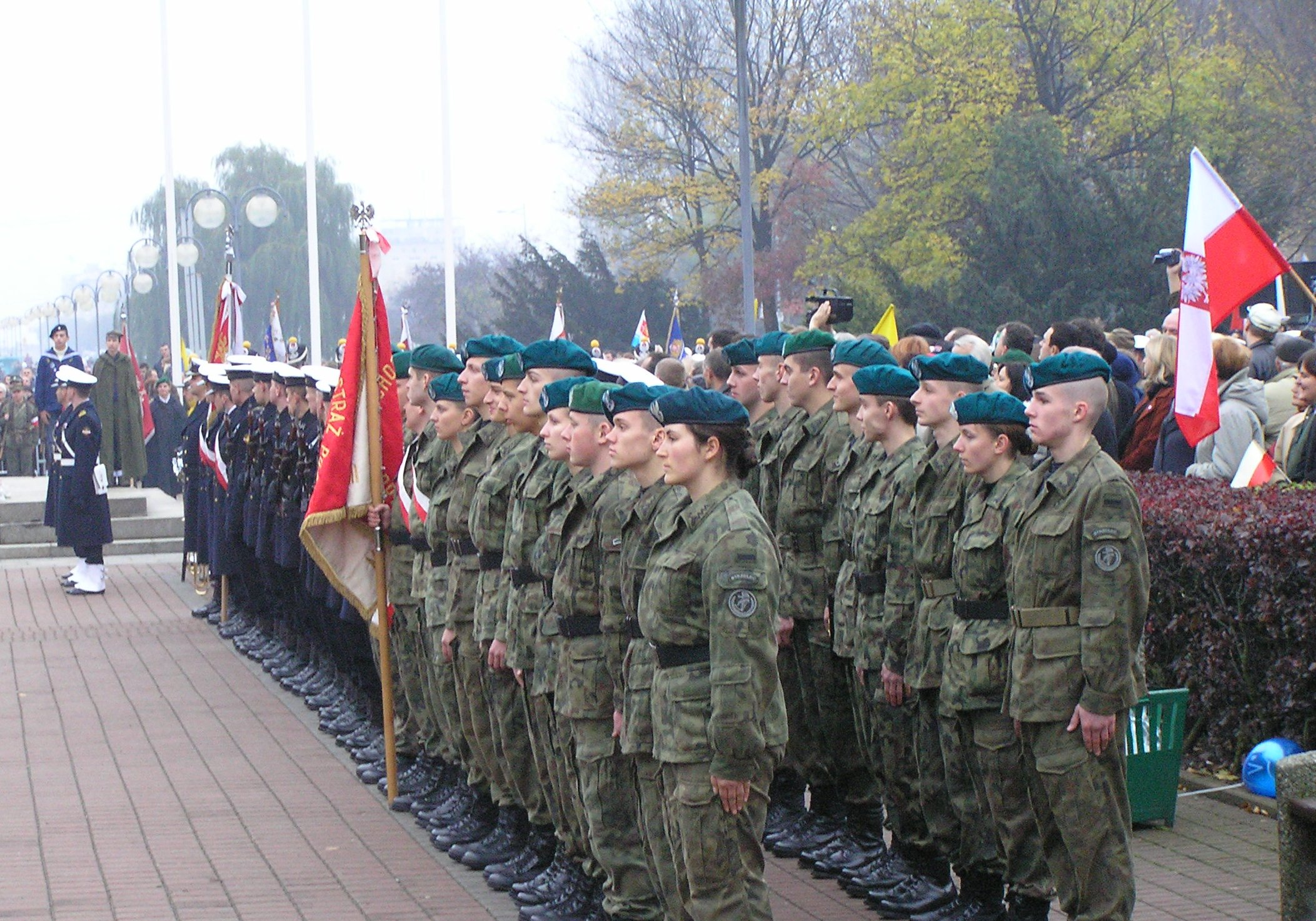
Narodowe Święto Niepodległości w Gdyni (11 listopada 2005).

- 14 lutego - Narodowy Dzień Pamięci Żołnierzy Armii Krajowej (ustanowiony w 2025, jako święto państwowe)[23]
- 19 lutego – Dzień Nauki Polskiej (ustanowiony w 2020, jako święto państwowe)[20]
- 1 marca – Narodowy Dzień Pamięci „Żołnierzy Wyklętych” (ustanowiony w 2011, jako święto państwowe)[14]
- 24 marca – Narodowy Dzień Pamięci Polaków ratujących Żydów pod okupacją niemiecką (ustanowiony w 2018, jako święto państwowe)[17]
- 14 kwietnia – Święto Chrztu Polski (ustanowione w 2019, jako święto państwowe)[19]
- 1 maja – święto państwowe, nieformalnie nazywane Świętem Pracy (ustanowione w 1950)[8]
- 3 maja – Święto Narodowe Trzeciego Maja (ustanowione w 1919[4], ponownie w 1990)[11]
- 8 maja – Narodowy Dzień Zwycięstwa (ustanowiony 24 kwietnia 2015 roku „w celu upamiętnienia zwycięstwa nad hitlerowskimi Niemcami”)[15]
- 20 czerwca – Narodowy Dzień Powstań Śląskich (ustanowiony w 2022, jako święto państwowe)[22]
- 11 lipca – Narodowy Dzień Pamięci o Polakach - Ofiarach Ludobójstwa dokonanego przez OUN i UPA na ziemiach wschodnich II Rzeczypospolitej Polskiej (ustanowiony ustawą z dnia 4 czerwca 2025, jako święto państwowe)[24]
- 12 lipca – Dzień Walki i Męczeństwa Wsi Polskiej (ustanowiony 29 września 2017 roku jako święto państwowe w „hołdzie mieszkańcom polskich wsi za ich patriotyczną postawę w czasie II wojny światowej”)[16]
- 1 sierpnia – Narodowy Dzień Pamięci Powstania Warszawskiego (ustanowiony w 2009, jako święto państwowe)[13]
- 15 sierpnia – Święto Wojska Polskiego Ustanowione jako świeto państwowe 30 lipca 1992 r. (Dz.U. z 1992 r. nr 60, poz. 303), potwierdzone ustawą z 11 marca 2022 r. o obronie Ojczyzny (Dz.U. z 2022 r. poz. 655)
- 31 sierpnia – Dzień Solidarności i Wolności (ustanowiony w 2005, jako święto państwowe)[12]
- 10 września - Narodowy Dzień Polskich Dzieci Wojny (ustanowiony w 2023, jako święto narodowe)[25]
- 19 października – Narodowy Dzień Pamięci Duchownych Niezłomnych (ustanowiony w 2018, jako święto państwowe)[18]
- 11 listopada – Narodowe Święto Niepodległości (ustanowione w 1937[5], ponownie w 1989)[9]
- 27 grudnia – Narodowy Dzień Zwycięskiego Powstania Wielkopolskiego (ustanowiony w 2021, jako święto państwowe)[21]

## Święta zniesione
- 9 maja – Narodowe Święto Zwycięstwa i Wolności (ustanowione w 1945[6], zniesione z dniem 7 maja 2015, kiedy weszła w życie ustawa przewidująca między innymi jego zniesienie[15])
- 22 lipca – Narodowe Święto Odrodzenia Polski (ustanowione w 1945[7], zniesione z dniem 28 kwietnia 1990, kiedy weszła w życie ustawa je znosząca[10])

## Święta państwowe i narodowe wolne od pracy
Od świąt państwowych (narodowych) należy odróżnić pojęcie dni wolnych od pracy. Święto państwowe (narodowe) nie musi być dniem wolnym od pracy i odwrotnie, nie każdy dzień określany jako wolny od pracy jest jednocześnie określany jako święto państwowe (narodowe).
Katalog dni wolnych od pracy określa odrębna ustawa o dniach wolnych od pracy. Obecnie zgodnie z nią, dniami wolnymi od pracy są tylko 3 święta państwowe (narodowe): 1 maja (święto bezimienne), 3 maja (Święto Narodowe Trzeciego Maja) oraz 11 listopada (Narodowe Święto Niepodległości).

## Inne dni świąteczne

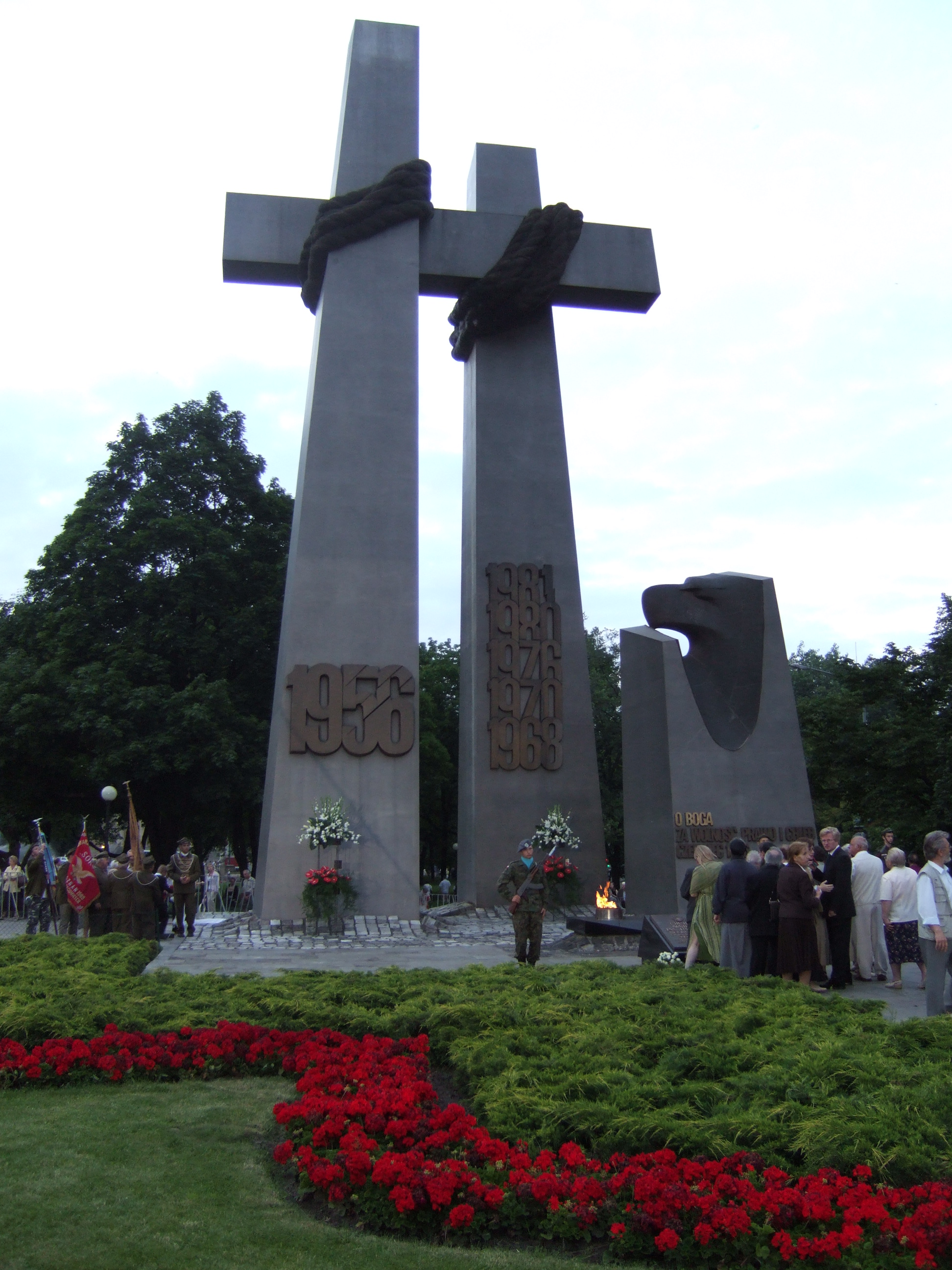
Narodowy Dzień Pamięci Poznańskiego Czerwca 1956 (23 czerwca 2006).

Sejm ustanowił wiele innych świąt, nie określając ich jako święta państwowe. W większości są one świętami określonych grup zawodowych.
Święta ustanowione w drodze ustaw, bez określania ich jako państwowe lub narodowe
- 27 stycznia:
  - Dzień Pracownika Publicznych Służb Zatrudnienia (ustanowione w 2010)[27]
- 22 lutego:
  - Dzień Ofiar Przestępstw (ustanowiony w 2003)[25]
- 2 maja:
  - Dzień Flagi Rzeczypospolitej Polskiej (ustanowiony w 2004)[28]
  - Dzień Polonii i Polaków za Granicą (ustanowiony w 2002)[29]
- 4 maja:
  - Dzień Strażaka (ustanowiony w 2002 roku przy nowelizacji ustawy z 1991)[30]
- 16 maja:
  - Święto Straży Granicznej[31] (obchodzone od dnia podjęcia służby przez formację, tj. 16 maja 1991 roku)
- 29 maja:
  - Dzień Weterana Działań poza Granicami Państwa (ustanowiony w 2011)[32]
- 12 czerwca:
  - Święto SOP (ustanowione w 2017 w miejsce Święta BOR wobec zastąpienia BOR przez SOP)[33]
- 13 czerwca:
  - Święto Żandarmerii Wojskowej (ustanowione w 2001)[34]
- 29 czerwca:
  - Święto Służby Więziennej (ustanowione w 2022)[35]
- 24 lipca:
  - Święto Policji[36] (ustanowione 21 lipca 1995, przy nowelizacji ustawy o Policji)[37]
- 31 lipca:
  - Dzień Skarbowości[38] (obchodzony od 2008 na podstawie zarządzenia Ministra Finansów, oficjalnie ustanowiony w 2010)
- 15 sierpnia:
  - Święto Wojska Polskiego (ustanowione w 1992[39], utrzymane w 2022[40], wolne od pracy przy okazji święta katolickiego Wniebowzięcia Najświętszej Maryi Panny)[26]
- 29 sierpnia:
  - Dzień Straży Gminnej (ustanowiony w 1997)[41]
- 1 września:
  - Dzień Weterana Walk o Niepodległość Rzeczypospolitej Polskiej (ustanowiony w 1997, jako „Dzień Weterana”[42], od 18 maja 2014 obchodzony pod zmienioną nazwą)
- 21 września:
  - Dzień Krajowej Administracji Skarbowej (ustanowiony w 2016, zastąpił Dzień Służby Celnej[43])[44]
- 13 października:
  - Dzień Ratownictwa Medycznego (ustanowiony w 2006)[45]
- 14 października:
  - Dzień Edukacji Narodowej[46] (ustanowiony 27 kwietnia 1972, do 1982 jako Dzień Nauczyciela)[47]
- 16 października:
  - Dzień Papieża Jana Pawła II (ustanowiony w 2005)[48]
- 21 listopada:
  - Dzień Pracownika Socjalnego (ustanowiony w 1990)[49].

Święta ustanowione uchwałą Sejmu (aktem niemającym charakteru powszechnie obowiązującego)
- 23 marca:
  - Dzień Przyjaźni Polsko-Węgierskiej (uchwalony w 2007)[50]
- 24 marca:
  - Narodowy Dzień Życia (uchwalony w 2004)[51]
- 13 kwietnia:
  - Dzień Pamięci Ofiar Zbrodni Katyńskiej (uchwalony w 2007)[52]
- 18 kwietnia:
  - Dzień Pacjenta w Śpiączce (uchwalony w 2012)[53]
- 28 kwietnia:
  - Dzień Bezpieczeństwa i Ochrony Zdrowia w Pracy (uchwalony w 2003)[54]
- 27 maja:
  - Dzień Samorządu Terytorialnego (uchwalony w 2000)[55]
- 30 maja:
  - Dzień Rodzicielstwa Zastępczego (uchwalony w 2006)[56]
- 1 czerwca:
  - Dzień bez Alkoholu (uchwalony w 2006)[57]
- 4 czerwca:
  - Dzień Wolności i Praw Obywatelskich (uchwalony w 2013)[58]
- 14 czerwca:
  - Narodowy Dzień Pamięci Ofiar Niemieckich Nazistowskich Obozów Koncentracyjnych i Obozów Zagłady (uchwalony w 2006)[59]
- 28 czerwca:
  - Narodowy Dzień Pamięci Poznańskiego Czerwca 1956 (uchwalony w 2006)[60]
- 11 lipca
  - Narodowy Dzień Pamięci Ofiar Ludobójstwa dokonanego przez ukraińskich nacjonalistów na obywatelach II Rzeczypospolitej Polskiej (uchwalony w 2016)[61]
- 2 sierpnia:
  - Dzień Pamięci o Zagładzie Romów i Sinti (uchwalony w 2011)[62]
- 17 września:
  - Dzień Sybiraka (uchwalony w 2013)[63]
- 27 września:
  - Dzień Podziemnego Państwa Polskiego (uchwalony w 1998)[64]
- 2 października:
  - Narodowy Dzień Pamięci Ofiar Niemieckiej Zbrodni Pomorskiej 1939 r. (uchwalony w 2023)[65]
- 4 października:
  - Dzień Zwierząt (uchwalony w 2006)[66]
- 13 grudnia:
  - Dzień Pamięci Ofiar Stanu Wojennego (uchwalony w 2002)[67]